# Syndroom van Gerstmann-Sträussler-Scheinker
Het syndroom van Gerstmann-Sträussler-Scheinker, meestal afgekort tot GSS, is een zeer zeldzame, altijd dodelijk verlopende hersenziekte die door prionen wordt veroorzaakt. Patiënten gaan trillen, krijgen ataxie en dementeringsverschijnselen en overlijden binnen enkele jaren na het ontstaan van de eerste symptomen.
Bijzonder is dat die prionen in dit geval spontaan ontstaan door een abnormaal eiwit dat een andere configuratie heeft dan bij gezonde mensen. Omdat de structuur van dit eiwit erfelijk is bepaald, komt deze ziekte in bepaalde families volgens een duidelijk erfelijk autosomaal dominant patroon met nagenoeg volledige penetrantie voor. De ziekte is daarnaast overdraagbaar op mensen en chimpansees.